# Bert Levin
Bert Lennart Levin, född 22 juli 1939 i Östersund, död 30 september 2014 i Maria Magdalena församling i Stockholm, var en svensk politiker (folkpartist), konsult och företagsledare.
Levin tog en jur.kand. vid Uppsala universitet 1964. Han var ordförande i Sveriges liberala studentförbund mellan 1963 och 1964, blev sekreterare vid Folkpartiets riksdagsgrupp 1964 och dess kanslichef 1965. Han blev ledarskribent vid Dagens Nyheter 1970, och var 1976–1982 statssekreterare, först i Utbildningsdepartementet 1976–1980 och sedan vid regeringens samordningskansli 1980–1982.
Han var direktör vid Svenska managementgruppen 1983–1984, blev verkställande direktör för Securitas Övre Sverige AB 1984, och var verkställande direktör för Sifo 1988–1992. Levin är begravd på Skogskyrkogården i Stockholm.